# Franciszek Ziejka
Franciszek Ziejka (ur. 3 października 1940 w Radłowie, zm. 19 lipca 2020 w Krakowie) – polski historyk literatury, profesor nauk humanistycznych, w latach 1999–2005 rektor Uniwersytetu Jagiellońskiego, w latach 2005–2020 przewodniczący Społecznego Komitetu Odnowy Zabytków Krakowa.

## Życiorys
Syn Pawła i Anny. Po uzyskaniu matury w Liceum Ogólnokształcącym im. Tadeusza Kościuszki w Radłowie w latach 1958–1963 studiował filologię polską na UJ pod kierunkiem Wacława Kubackiego. Był słuchaczem wykładów m.in. takich uczonych jak Zenon Klemensiewicz, Henryk Markiewicz czy Kazimierz Wyka. Po ukończeniu studiów rozpoczął pracę w Katedrze Historii Literatury Polskiej w Instytucie Filologii Polskiej tej uczelni. W 1971 uzyskał stopień naukowy doktora, broniąc rozprawę poświęconą symbolice Wesela Stanisława Wyspiańskiego. W 1982 habilitował się na podstawie pracy zatytułowanej Złota legenda chłopów polskich. W 1991 otrzymał tytuł profesora nauk humanistycznych i objął stanowisko profesora nadzwyczajnego. W 1998 został profesorem zwyczajnym.
Był delegowany do pracy na uniwersytetach w państwach europejskich: w latach 1970–1973 prowadził lektorat języka polskiego i wykładał literaturę polską na Université de Provence Aix-Marseille I, w latach 1979–1980 był wykładowcą na Uniwersytecie Lizbońskim, gdzie z jego inicjatywy powstał pierwszy w Portugalii lektorat języka i kultury polskiej, a w latach 1984–1988 wykładał w Institut national des langues et civilisations orientales w Paryżu.
W 1989 został wicedyrektorem Instytutu Filologii Polskiej, w latach 1990–1993 pełnił przez jedną kadencję funkcję dziekana Wydziału Filologicznego, a następnie przez dwie kadencje był prorektorem UJ do spraw ogólnych. Objął też kierownictwo Katedry Historii Literatury Pozytywizmu i Młodej Polski.
W 1999 został wybrany na rektora Uniwersytetu Jagiellońskiego, którą to funkcję sprawował przez dwie kadencje do 2005, kiedy to zastąpił go Karol Musioł. Podczas sprawowania tej funkcji był m.in. przewodniczącym Kolegium Rektorów Szkół Wyższych Krakowa, wiceprzewodniczącym i następnie przewodniczącym (2002–2005) Konferencji Rektorów Akademickich Szkół Polskich, członkiem Narodowej Rady Integracji Europejskiej przy prezesie Rady Ministrów oraz członkiem Komitetu Polska w Zjednoczonej Europie przy prezydium PAN. W trakcie jego pierwszej kadencji doszło do uchwalenia przez Sejm ustawy o współfinansowaniu budowy Kampusu 600-lecia Odnowienia Uniwersytetu Jagiellońskiego z budżetu państwa. Franciszek Ziejka w 1996 został członkiem Wydziału I Filologicznego Polskiej Akademii Umiejętności. Był również członkiem polskiego PEN Clubu.
W 2005 objął funkcję przewodniczącego Społecznego Komitetu Odnowy Zabytków Krakowa (SKOZK). W 2009 był inicjatorem umieszczenia Panteonu Narodowego w podziemiach kościoła Świętych Apostołów Piotra i Pawła przy ul. Grodzkiej w Krakowie.
Pierwsze publikacje, poświęcone tematyce kulturalnej, zamieszczał w wydawanym w Krakowie tygodniku „Wieści”. Jego debiutem naukowym była rozprawa drukowana w „Pamiętniku Literackim” pt. Kraszewski i Muzeum Narodowe Polskie w Raperswilu (1966). W następnych latach był autorem i redaktorem licznych publikacji naukowych, m.in. W kręgu mitów polskich (1977, drukowana wersja rozprawy doktorskiej), Złota legenda chłopów polskich (1984, drukowana wersja dysertacji habilitacyjnej), Paryż młodopolski (1993), Poeci, misjonarze, uczeni. Z dziejów kultury i literatury polskiej (1998). Napisał również kilka sztuk teatralnych zaprezentowanych przez Teatr Faktu Telewizji Polskiej, m.in. Narodziny legendy (1988), Polski listopad (1989), Traugutt (1991). Jest też twórcą kilku słuchowisk radiowych (Kamienna księga dziejów, A stało się to w zapusty i innych).
Zmarł 19 lipca 2020, pochowany na cmentarzu Salwatorskim (kwatera S/1/19).

## Publikacje

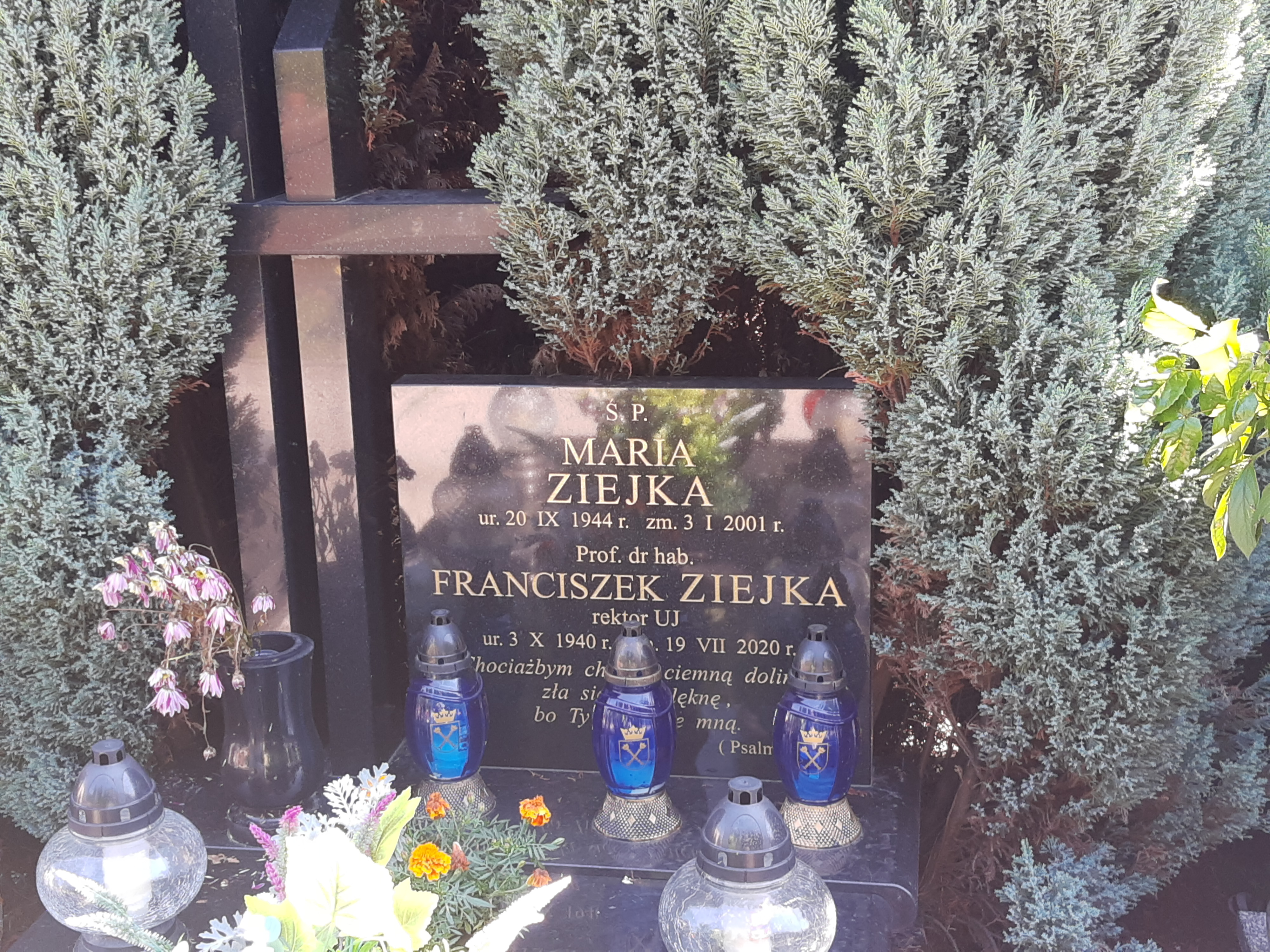
Grób profesora Franciszka Ziejki na cmentarzu Salwatorskim

- W kręgu mitów polskich, Wyd. Literackie, Kraków 1977
- Studia polsko-prowansalskie, Zakład Narodowy im. Ossolińskich, Wrocław 1977
- Moje spotkania z Portugalią, Krajowa Agencja Wydawnicza, Kraków 1983
- Złota legenda chłopów polskich, PIW, Warszawa 1984
- Dialog serdeczny (krytyczne wydanie korespondencji Władysława Orkana z matką Katarzyną Smreczyńską), Ludowa Spółdzielnia Wydawnicza, Warszawa 1988
- Paryż młodopolski, Wyd. Nauk. PWN, Warszawa 1993
- Nasza rodzina w Europie. Studia i szkice, Universitas, Kraków 1995
- Poeci, misjonarze, uczeni. Z dziejów kultury i literatury polskiej, Universitas, Kraków 1998
- Mythes polonais. Autour de „La Noce” de Stanisław Wyspiański, Presses Universitaires du Septentrion, Villeneuve-d’Ascq 2001
- Gaudium veritatis, Wyd. UMCS, Lublin 2005
- Odkrywanie świata. Rozmowy i szkice, Księgarnia Akademicka, Kraków 2010
- Serce Polski. Szkice krakowskie, Księgarnia Akademicka, Kraków 2010

## Odznaczenia, wyróżnienia i upamiętnienie
Ordery i odznaczenia
- Krzyż Komandorski Orderu Odrodzenia Polski (2012)[6][7]
- Krzyż Oficerski Orderu Odrodzenia Polski (2003)[8]
- Krzyż Kawalerski Orderu Odrodzenia Polski (1997)[9]
- Złoty Medal „Zasłużony Kulturze Gloria Artis” (2019)[10]
- Srebrny Medal „Zasłużony Kulturze Gloria Artis” (2005)[10]
- Złota Odznaka Honorowa Województwa Małopolskiego – Krzyż Małopolski[11]
- Odznaka „Honoris Gratia” (2005)[12]
- Wielka Złota Odznaka Honorowa za Zasługi dla Republiki Austrii (Austria, 2002)
- Wielki Krzyż Orderu Zasługi Republiki Federalnej Niemiec (Niemcy, 2005)
- Wielki Oficer Orderu Zasługi (Portugalia, 2008)[13]
- Krzyż Komandorski Orderu Krzyża Południa (Brazylia, 2002)[14]
- Oficer Orderu Palm Akademickich (Francja, 2002)
- Kawaler Orderu Palm Akademickich (Francja, 1994)
- Kawaler Orderu Legii Honorowej (Francja, 2006)[15]
- Order Wschodzącego Słońca (Japonia)

Nagrody i wyróżnienia
- Nagroda Ministra Edukacji Narodowej (1978, 1985)
- Nagroda „Miesięcznika Literackiego” za W kręgu mitów polskich (1978)[16]
- Nagroda im. Tomasza Nocznickiego (1980)
- Nagroda „Życia Literackiego” (1984)
- Nagroda im. Kazimierza Wyki (1989)[17]
- Nagroda Miasta Krakowa (2009)
- Nagroda Krakowska Książka Miesiąca (za listopad 2010) za Serce Polski. Szkice krakowskie (Księgarnia Akademicka, Kraków 2010)[18]
- Nagroda im. Józefa Dietla (2012)
- Nagroda im. prof. Aleksandra Gieysztora przyznawana przez Fundację Bankową im. Leopolda Kronenberga (2014)
- Nagroda Funduszu Literatury
- Nagroda i Medal Zygmunta Glogera
- Nagroda im. Włodzimierza Tetmajera
- Nagroda im. Jana Stanisławskiego
- Honorowy obywatel Tarnowa (2000)[19], Sanoka (2001)[20] i Radłowa[21]
- Tytuł profesora honorowego Uniwersytetu Jagiellońskiego[22]
- Tytuł „Krakowianina Roku” (2000)
- Tytuł „Małopolanina Roku” (2005)[23]
- Tytuł „Honorowego Ambasadora Polszczyzny” (2008)[24]
- Medal Pamiątkowy „Pro Masovia” (2012)[25]
- Złoty Hipolit (2015)[26]

Doktoraty honoris causa
- Akademia Pedagogiczna w Krakowie (2003)
- Papieski Wydział Teologiczny we Wrocławiu (2003)
- Akademia Świętokrzyska (2004)
- Papieska Akademia Teologiczna (2005)
- Uniwersytet Marii Curie-Skłodowskiej (2005)[27]

Upamiętnienie
Imieniem Franciszka Ziejki nazwano działający na UJ fundusz stypendialny, Został też patronem Miejsko-Gminnej Biblioteki Publicznej w Radłowie.